# Nándorhuta
Nándorhuta (szlovákul: Nová Maša) Nándorvölgy településrésze Szlovákiában, a Besztercebányai kerületben, a Breznóbányai járásban,

## Fekvése
Breznóbányától 33 km-re keletre, a Garam partján fekszik.

## Története
1954-ig Királyhegyaljához tartozott. A 18. század második felében, a korábbi vashámor mellett keletkezett munkástelepként, lakói bányászok, kohászok voltak. A Garam folyó felső völgyében létesített, a Coburg család által birtokolt vasmű egyik kiszolgáló települése volt.
1954-ben Svabolka (Švábolka), Zlatnó (Zlatno) és Nándorvölgy (Vaľkovňa) telepekkel együtt kivált Királyhegyalja (Šumiac) községből. Az új község neve Nándorvölgy (Vaľkovňa) lett.

## Nevezetességei
A 19. század első felében épített vaskohó maradványai.

## Külső hivatkozások
- Községinfó
- Nándorhuta Szlovákia térképén[halott link]
- Nándorvölgy az Alacsony-Tátra turisztikai honlapján
- E-obce.sk Archiválva 2007. december 23-i dátummal a Wayback Machine-ben